# 街道

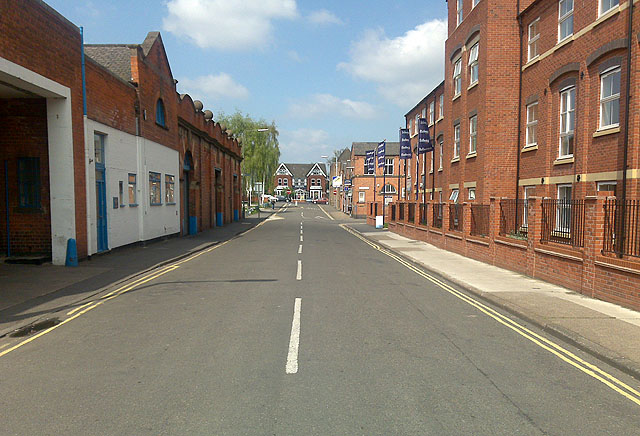
英國傳統街道

街道（英語：Street），为“街”与“道”的合称，是道路的一种，但重点指城镇中的道路，街道的特点是两边有连续的建筑物。

### 特點
多設置在人流與經濟略有小發達的中小型城鎮，行人與行車多共用同一條道路，最多會劃設雙向通行分道線，部分街道則沒有劃設雙向分行線。
依城鎮原屬縣級城市或市級城市，街道規格有所差異，縣級城市街道大多無分開行人或行車分道的分行區劃，而房屋幾乎臨路而建，行人與行車較常共用通行。市級城市的街道僅有商貿交流較發達的路段，有規劃行人與行車分道而行的道路區劃，而房屋建築也會注重行人與行車通勤需求做規劃考量，而人流或車流較不頻繁的街道仍保持臨路而建習慣。
隨著經濟發達成長，選擇以兩輪的機車或四輪的汽車代步的人數大幅增長，街道原有為行人與行車通行同時需求難以應對行車通行需求過度擠兌行人通行需求，衍生出許多交通需求失衡問題。

### 其他
香港常见道路名多以“街”、“道”结尾，而中国大陆道路名多以“路”、“大道”结尾，“街”、“巷”、“里”、“弄”、“道”、“通”则较少见或是地域性常见。
在城市规划学领域，街道也被看做建筑围合中的一个负空间。